# Milaan-San Remo 2006
De 97ste editie van Milaan-San Remo werd gehouden op 18 maart 2006. De renners moesten een afstand van 294 km, waaronder de beklimmingen van de Passo del Turchino, de Capo Mele, de Capo Cervo, de Capo Berta, de Cipressa en de Poggio, overbruggen in goede weersomstandigheden.

## Verloop

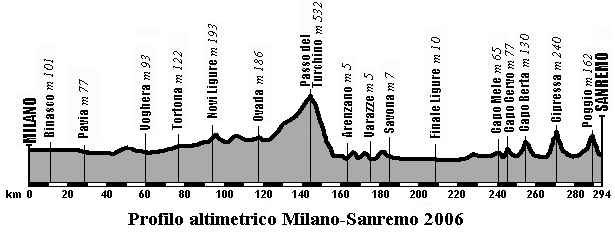
Het profiel

Zoals gewoonlijk in de Primavera werden alle vroege vluchters ingelopen. Toch was de finale zeer spannend te noemen. In de heuvelachtige finale reden constant groepjes weg en uiteindelijk leek een groepje met daarbij onder andere Filippo Pozzato op weg naar de overwinning. Het peloton kwam echter snel opzetten en dus leek een massasprint op de Via Roma onvermijdelijk. Net toen het groepje weer werd bijgehaald, wist Pozzato nog een keer te versnellen en zo kon hij, in de laatste honderden meters voor de aankomst, nog een klein gaatje slaan. Dit bleek genoeg om topspurter Petacchi en Pozzato's ploegmaat Boonen voor blijven. Laatstgenoemde verkeek zijn kans op een podiumplaats door ook te juichen toen hij zag dat Pozzato won. Hierdoor kon Paolini Boonen nog remonteren.

## Uitslag
| Milaan-San Remo 2007 |                     |                      |            |
| Plaats               | Naam                | Ploeg                | Tijd       |
| Winnaar              | Filippo Pozzato     | Quickstep-Innergetic | 6u 29' 21" |
| 2                    | Alessandro Petacchi | Team Milram          | z.t.       |
| 3                    | Luca Paolini        | Liquigas             | z.t.       |
| 4                    | Tom Boonen          | Quickstep-Innergetic | z.t.       |
| 5                    | Danilo Napolitano   | Lampre               | z.t.       |
| 6                    | Óscar Freire        | Rabobank             | z.t.       |
| 7                    | Stefano Garzelli    | Liquigas             | z.t.       |
| 8                    | Alessandro Ballan   | Lampre               | z.t.       |
| 9                    | Martin Elmiger      | Phonak               | z.t.       |
| 10                   | Matteo Carrara      | Lampre               | z.t.       |
|                      |                     |                      |            |
| 23                   | Léon van Bon        | Davitamon-Lotto      | z.t.       |

1907 · 1908 · 1909 · 1910 · 1911 · 1912 · 1913 · 1914 · 1915 · 1916 · 1917 · 1918 · 1919 · 1920 · 1921 · 1922 · 1923 · 1924 · 1925 · 1926 · 1927 · 1928 · 1929 · 1930 · 1931 · 1932 · 1933 · 1934 · 1935 · 1936 · 1937 · 1938 · 1939 · 1940 · 1941 · 1942 · 1943 · 1944 · 1945 · 1946 · 1947 · 1948 · 1949 · 1950 · 1951 · 1952 · 1953 · 1954 · 1955 · 1956 · 1957 · 1958 · 1959 · 1960 · 1961 · 1962 · 1963 · 1964 · 1965 · 1966 · 1967 · 1968 · 1969 · 1970 · 1971 · 1972 · 1973 · 1974 · 1975 · 1976 · 1977 · 1978 · 1979 · 1980 · 1981 · 1982 · 1983 · 1984 · 1985 · 1986 · 1987 · 1988 · 1989 · 1990 · 1991 · 1992 · 1993 · 1994 · 1995 · 1996 · 1997 · 1998 · 1999 · 2000 · 2001 · 2002 · 2003 · 2004 · 2005 · 2006 · 2007 · 2008 · 2009 · 2010 · 2011 · 2012 · 2013 · 2014 · 2015 · 2016 · 2017 · 2018 · 2019 · 2020 · 2021 · 2022 · 2023 · 2024 · 2025

Lijst van beklimmingen
 Parijs-Nice · 
 Tirreno-Adriatico · 
 Milaan-San Remo · 
 Ronde van Vlaanderen · 
 Gent-Wevelgem · 
 Ronde van het Baskenland · 
 Parijs-Roubaix · 
 Amstel Gold Race · 
 Waalse Pijl · 
 Luik-Bastenaken-Luik · 
 Ronde van Romandië · 
 Ronde van Catalonië · 
 Ronde van Italië · 
 Critérium du Dauphiné Libéré · 
 Ronde van Zwitserland · 
 Ploegentijdrit Eindhoven · 
 Ronde van Frankrijk · 
 Vattenfall Cyclassics · 
 Ronde van Duitsland · 
 Clásica San Sebastián · 
  ENECO Tour · 
 Ronde van Spanje · 
 GP Ouest-France-Plouay · 
 Ronde van Polen · 
 Kampioenschap van Zürich · 
 Parijs-Tours · 
 Ronde van Lombardije